# 항공모함의 역사
항공모함은 풍선을 장착한 목선에서부터 원자력 추진 항공모함까지 약 백 년의 역사를 갖고 있다.

## 세계 최초의 항공모함

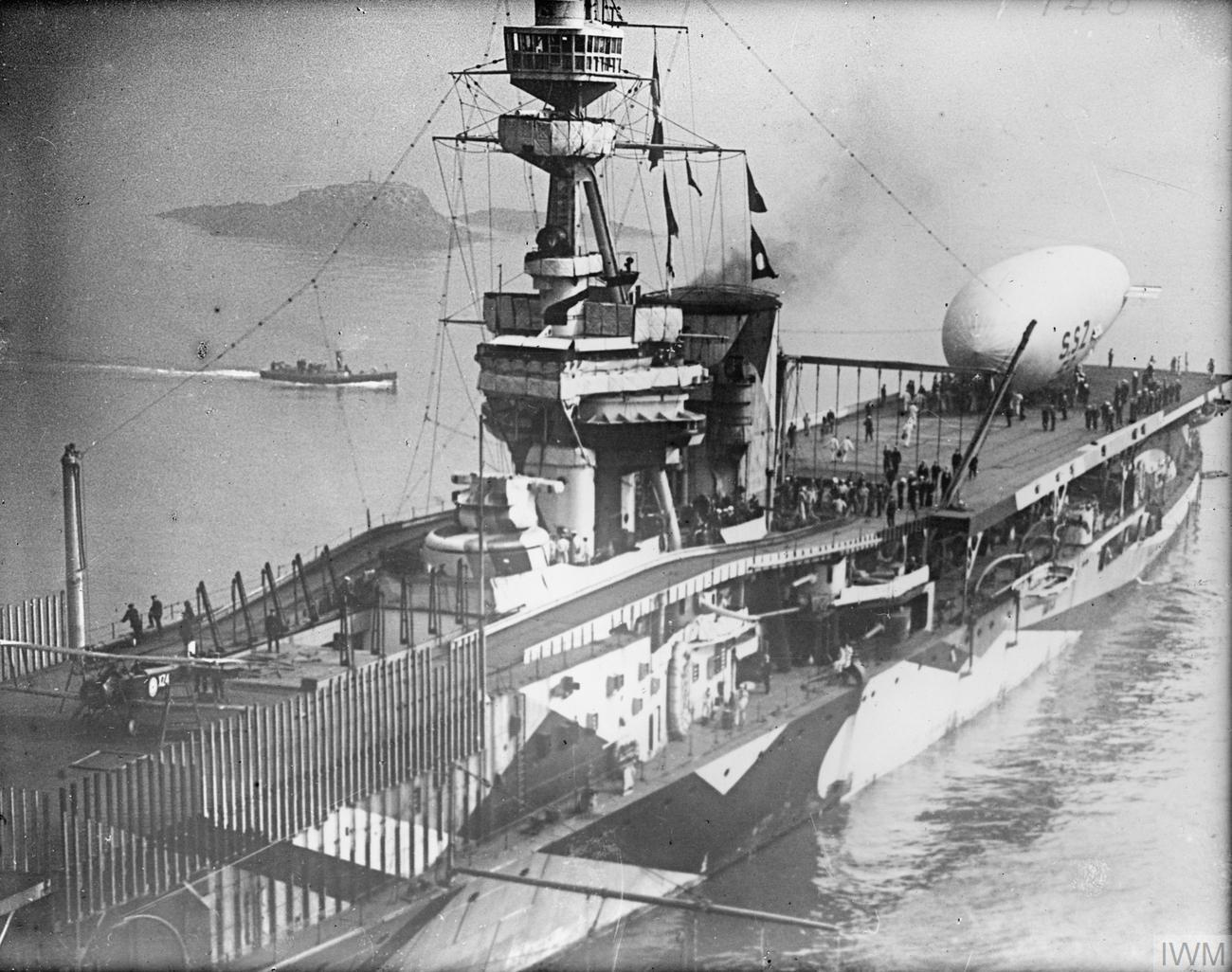
HMS 퓨리어스 호(1918년)

영국 해군의 HMS 퓨리어스는 오늘날과 같은 항공모함 디자인으로서는 세계 최초이다. 즉, 고정익 전투기가 대형 비행갑판에서 이착륙하는 방식이다. 1917년 8월 2일 영국 해군이 비행편대장 에드윈 해리스 더닝 소령은 세계 최초로 운행중인 HMS 퓨리어스 항공모함에 소프위드 펍 비행기로 착함했다. 더닝 소령은 5일 뒤의 2차 착함 시도에서 사고로 사망했다.
다른 선박에서 개조된 것이 아니라, 처음부터 항공모함으로 설계, 착공, 진수된 것은 영국 해군의 HMS 허미즈 (95)가 세계 최초이다. 1919년에 진수했다.
다른 선박에서 개조된 것이 아니라, 처음부터 항공모함으로 설계, 착공, 진수되었으며, 세계 최초로 실전배치된 것은 일본 제국 해군의 호쇼함이 세계 최초이다. 1922년 세계 최초로 실전배치되었다.

## 유행
영국이 새롭게 도전한 항공모함이 전세계에 유행하게 된 계기는 제2차 세계 대전이다. 현대 해전에서 항공모함의 전략적, 전술적 가치가 입증되었으며, 전세계로 항공모함이라는 무기체계와 작전방식이 널리 퍼졌다. 이 때에 널리 수출된 것이 영국 해군의 콜로서스급 항공모함이다. 독도함과 같은 모양, 같은 크기인 콜로서스급은 한국 전쟁 때도 수척이 참전했었다.

## 핵추진
세계 최초의 핵추진 항공모함은 미국 해군의 USS 엔터프라이즈 (CVN-65)이다. 만재배수량 93,970톤, 길이 342 m, 함재기 90대이며, 1961년 실전배치되었다. 프랑스 러시아가 이러한 미국을 따라 핵추진 항공모함을 건조하였으나, 잦은 고장 등 부작용이 많아서 모두 디젤로 변경했다. 그러나 미국은 2013년 기준으로 디젤을 반대하고 오직 핵추진을 고집하고 있다. 세계 경찰을 표방하는 미국 이외에는 항공모함으로 장거리 항해를 하며 전세계 각지에 11척의 항공모함을 배치, 순환하는 국가가 없다. 핵추진을 하더라도, 어차피 전투기 연료, 미사일, 항공모함의 식량 등의 보급을 해야 하기 때문에 수십일이 지나면 보급선의 보급을 받아야 한다.

## 쿠즈네초프
21세기에 들어와서, 러시아 해군의 쿠즈네초프 항공모함이 인기를 얻었다. 만재배수량 65,000톤의 디젤 항공모함으로써, 러시아는 1척밖에 없는데도 불구하고, 거의 동일한 모델을 영국, 프랑스, 인도, 중국이 채택해 2013년 기준으로 4개국이 모두 건조중이다. 함재기나 상세설계 등은 좀 차이가 있다.

## 경항모
21세기에 들어와서, 미국, 영국 등 세계 최강의 군사대국 말고, 그 다음 수준의 군사 강국들은 항공모함을 건조하는 것이 유행이다. 원래 경항모는 항공모함의 원조인 영국 해군이 가장 많이 건조했던 2만톤급 항공모함으로써, 영국 해군은 최근 2만톤급을 퇴역시키고 6만톤급으로 정책을 변경하였으나, 한국, 일본, 스페인, 호주 등이 2만톤급 항공모함인 경항모를 최근 건조했거나 건조중이다.

## 같이 보기
- 항공모함